# Pineda de Mar
Pineda de Mar è un comune spagnolo di 21 074 abitanti situato sulla Costa del Maresme nella comunità autonoma della Catalogna.

## Galleria d'immagini

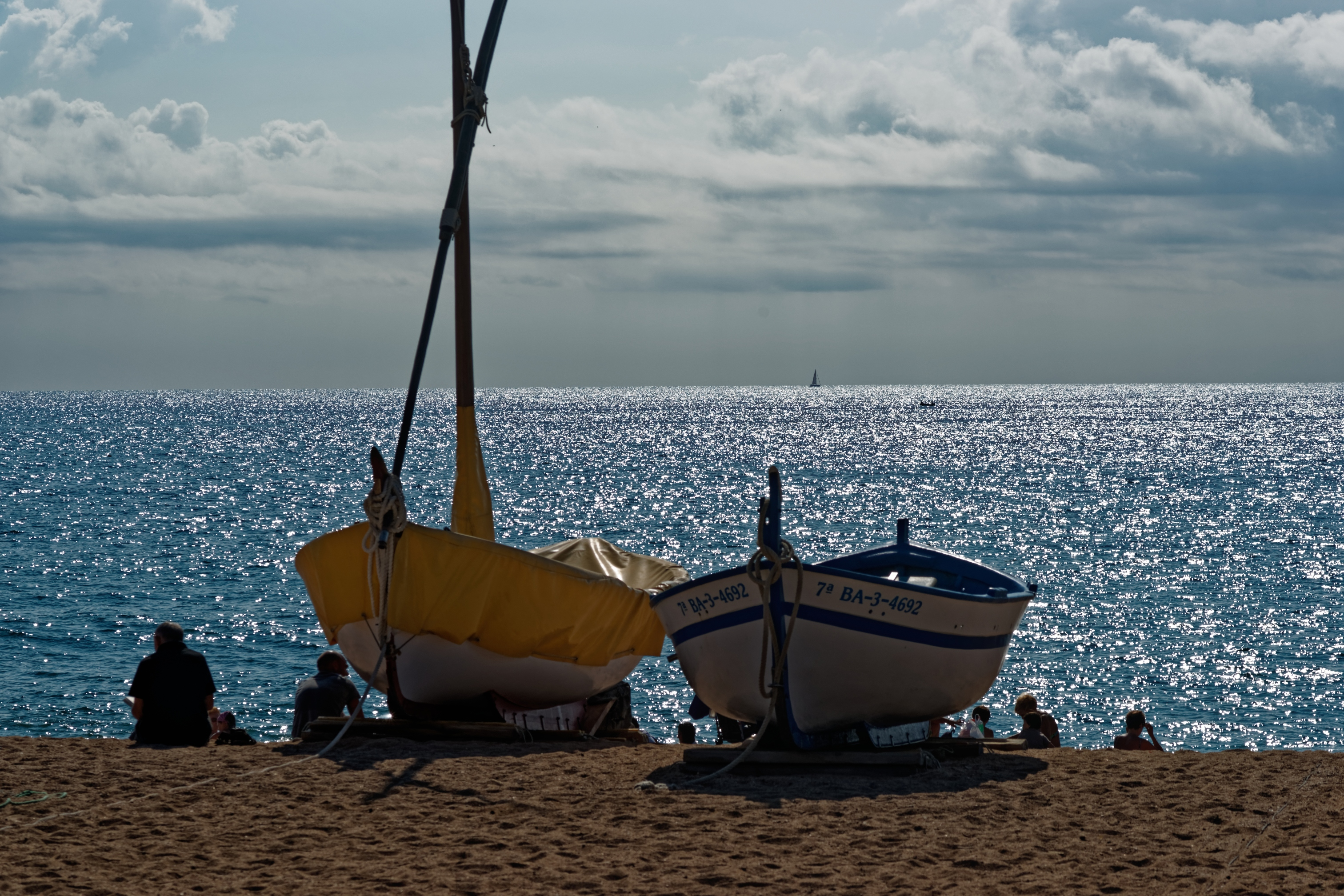
Spiaggia els pescadors
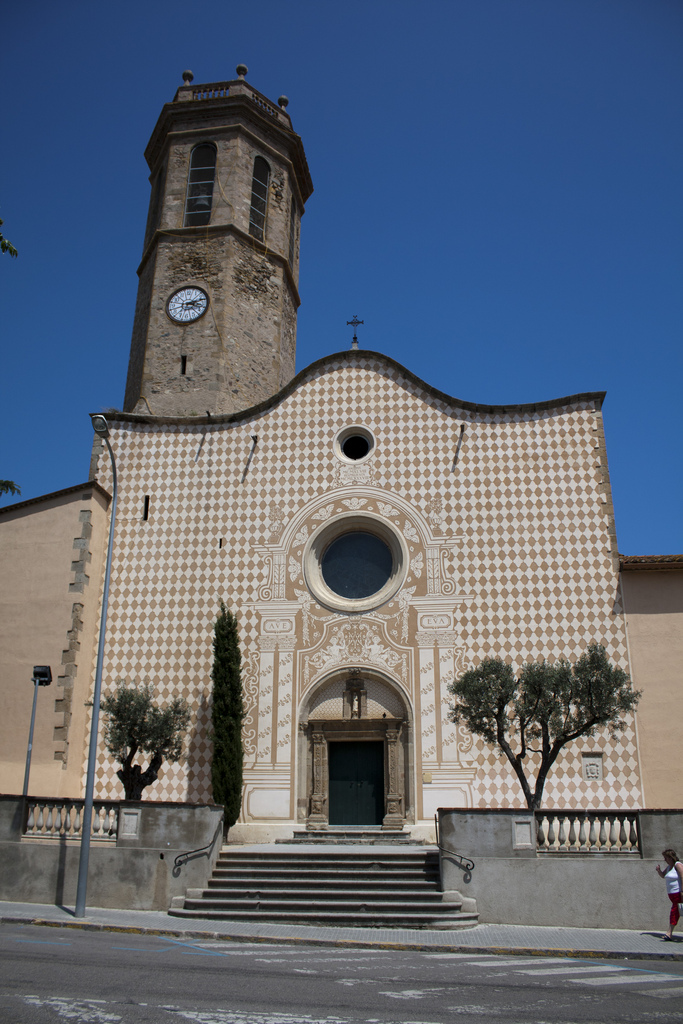
Chiesa della comune
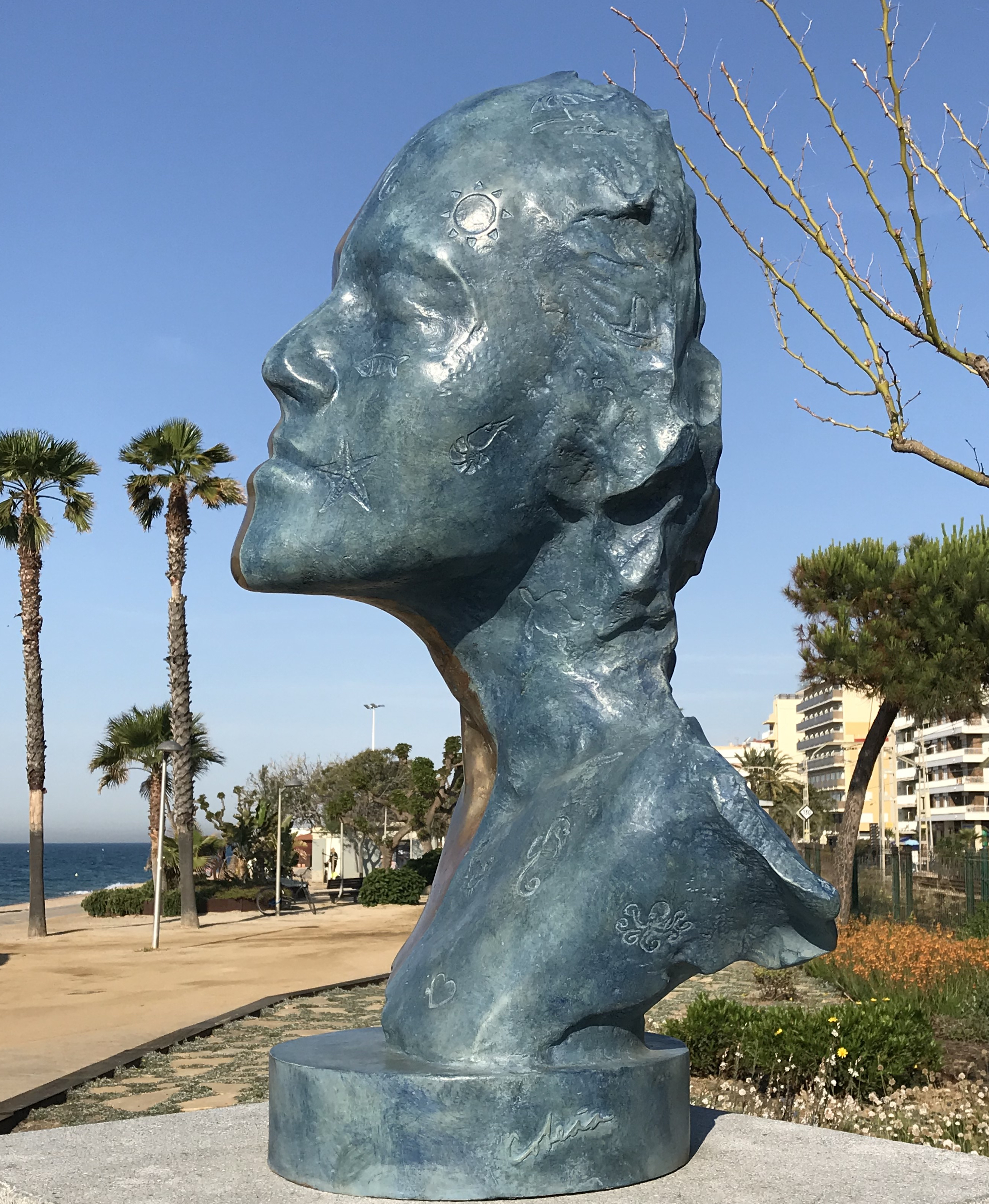
Scultura di Teddy Cobeña sulla spiaggia

## Amministrazione

### Gemellaggi
- Arles
- Frontignan